# Hemiercus
Hemiercus es un género de arañas que pertenece a la familia Theraphosidae (tarántulas).

## Especies
- Hemiercus cervinus (Simon, 1889) — Venezuela
- Hemiercus inflatus (Simon, 1889) — Venezuela
- Hemiercus kastoni (Caporiacco, 1995) — Venezuela
- Hemiercus modestus (Simon, 1889) — Colombia
- Hemiercus proximus (Mello-Leitão, 1923) — Brasil